# Sint-Martens-Voeren
Sint-Martens-Voeren (fr. Fouron-Saint-Martin; niem. Martinsfuhren; lim. Sint-Martensvoere, S'n Maeëte, Sëmmèëte) – dzielnica (deelgemeente) gminy Voeren w Belgii, w Regionie Flamandzkim, w prowincji Limburgia, w okręgu Tongeren. 1 stycznia 2020 roku liczyła 810 mieszkańców. Do 31 grudnia 1976 samodzielna gmina. 

## Demografia
Liczba mieszkańców, stan na 1 stycznia:
| Rok                | 1930 | 1947 | 1961 | 2020 |
| ------------------ | ---- | ---- | ---- | ---- |
| Liczba mieszkańców | 934  | 924  | 956  | 810  |